# Tinja (délégation)
Pour les articles homonymes, voir Tinja (homonymie).
Tinja est une délégation tunisienne dépendant du gouvernorat de Bizerte.
En 2004, elle compte 19 444 habitants dont 9 827 hommes et 9 617 femmes répartis dans 4 420 ménages et 5 052 logements.